# デイリースポーツプレスセンター
株式会社デイリースポーツプレスセンターはかつて存在した神戸新聞社の完全子会社で、デイリースポーツの東京本部版を初めとする新聞・雑誌の印刷を担当する会社である。

## 概要
デイリースポーツ東京版は、元々東京タイムズと提携し、同社に委託印刷して発行していたが、1992年7月に東京タイムズが休刊後は、自らスポーツ新聞を発行していない日本経済新聞社と提携を結び、同社直営の印刷会社「千代田総業株式会社」（現社名「株式会社日経東京製作センター」）に印刷を委託し、江東区東雲や新木場などにある同社工場で紙面印刷を行っていた。
2005年に神戸新聞社とデイリースポーツ社（初代。）が共同で出資し、関東圏での自社発行拠点を確保することを目指してデイリースポーツプレスセンターを設立。これに合わせて新木場工場を日本経済新聞社から譲渡を受け、直営工場とした。デイリースポーツ東京本部版と、同紙が発行する競馬新聞の馬三郎を初め、各種商業印刷物、出版物の印刷を行っている。神戸本部（神戸新聞社本社内）との連携を図り印刷のオンライン化も進めている。また日経からの譲渡を受けてからも、日経との連携を維持している。
なお、2019年1月以後、新木場工場に代わり日経東京制作センター・東雲工場でのデイリースポーツ・馬三郎の委託印刷を14年ぶりに再開している。

## 会社所在地
- 東京都江東区木場2丁目14番18号

※なおデイリースポーツ東京本部の社屋と同じ住所であるが、親会社・神戸新聞社の東京支社の所在地とは異なる。（神戸新聞東京支社の所在地は千代田区内幸町2-2-1　日本プレスセンタービル3階）